# 5-та окрема механізована бригада (Україна)
5-та окрема механізована бригада (5 ОМБр) — військове з'єднання Збройних Сил України, сформоване у 2003 році для участі в Іракській миротворчій операції у складі міжнародних Стабілізаційних сил.
Українська місія тривала з 11 серпня 2003 року до 9 грудня 2008 року.

## Історія

### Завдання

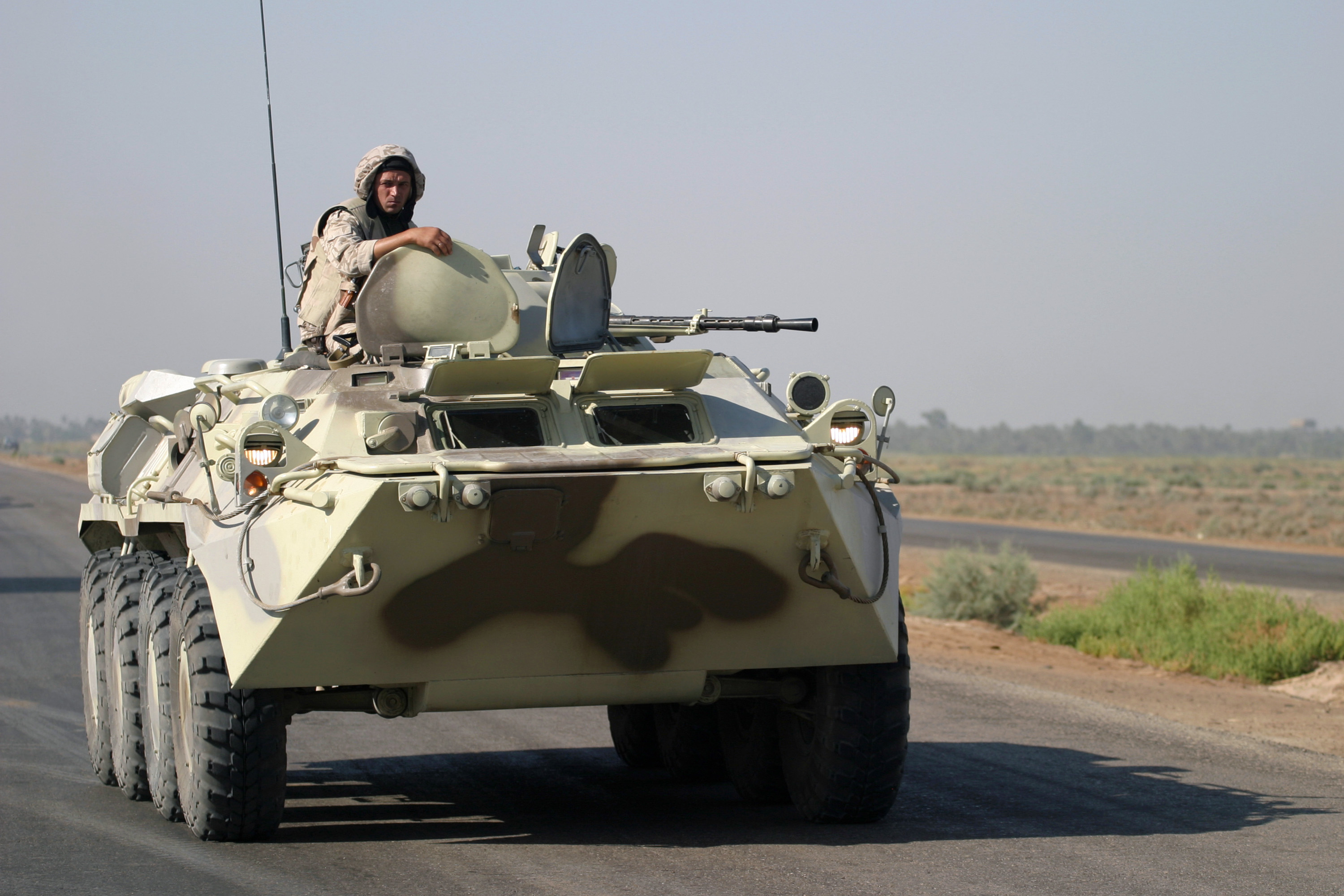
Український солдат на борту БТР-80, на шосе Ель-Кут—Ас-Сувейра, Ірак. 21 серпня 2003.

5-та механізована бригада вирушила до Іраку з місією, що включала такі завдання:

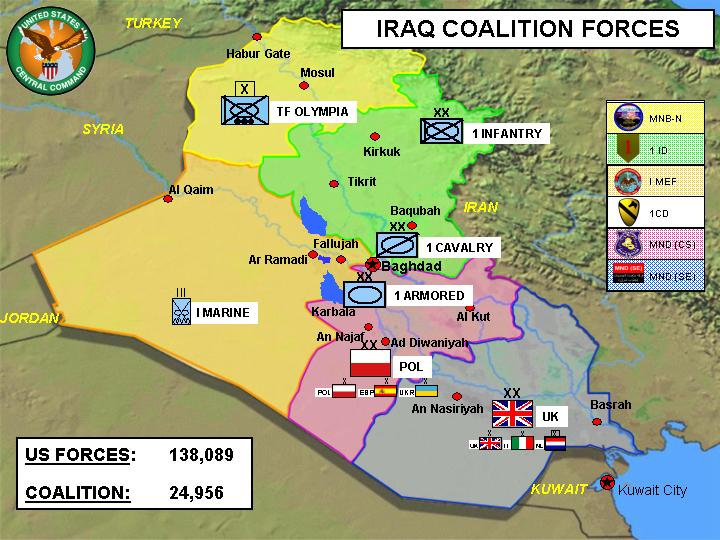
у Іраку станом на 30 квітня 2004

- Підтримка стабільності та безпеки у провінції Васіт
- Пошук і знищення терористичних і організованих злочинних груп, затримання і засудження військових злочинців
- Забезпечення підтримки Цивільної адміністрації Іраку[en] у відбудові цивільних відомств
- Забезпечення допомоги в розвитку судової системи, яка підтримує права всіх іракських жителів, і забезпечує внутрішню безпеку
- Забезпечити підтримку спільно з іншими організаціями у відновленні освіти, медичних, електричних та водних систем, промислових комплексів, створення нових робочих місць
- Сформувати і навчити батальйон Корпусу цивільної оборони Іраку (КЦОІ)
- Сформувати і навчити 3 батальйони для Департаменту прикордонної охорони Іраку[en]

### Передислокація
Передислокація до Іраку завершилася 17 серпня 2003 року. На 21 серпня 2003 року на місці постійної дислокації українського миротворчого контингенту у місті Аль-Кут перебувало 1656 українських військовослужбовців та 348 одиниць техніки.
Станом на початок вересня 2003 року управління бригади та особовий склад 19 ОСБ було розміщено на території колишнього військового аеродрому поблизу міста Ель-Кут. Особовий склад 51 ОМБ відповідав за ділянку іраксько-іранського кордону, і розташовувався у прикордонному форті в районі населеного пункту Бадра. Військовослужбовці 52 ОМБ охороняли склади із боєприпасами та здійснювали патрулювання місцевості, дислокувалися на базі військової частини колишніх збройних сил Іраку, неподалік населених пунктів Ель-Азазія та Ель-Сувайра.

### Перший бій
Перший бій відбувся в Іраку 6 квітня 2004 року, в місті Ель-Кут ― місто дислокації українських військ в Іраку. Українське миротворче з'єднання було атаковане бойовиками Армії Магді. Українці прийняли бій і протягом кількох годин утримували доручені під їхню охорону об'єкти, згодом здобувши перемогу над нападниками.

## Операції
- Операція Чемберлен

## Структура
Загальна кількість військовослужбовців — 1614 чол.
- управління (в тому числі польовий вузол зв'язку, штабна рота, взвод військової поліції)
- 51 окремий механізований батальйон
- 52 окремий механізований батальйон
- 19 окремий спеціальний батальйон

## Командування
- командир бригади — генерал-майор Безлущенко Сергій Іванович[5]
- начальник штабу — перший заступник командира — полковник Муженко Віктор Миколайович
- заступник командира бригади — підполковник Олександр Красноок
- командир 51 омб — підполковник Вишневский Олег Віталійович
- командир 52 омб — полковник Мостика Василь Григорович
- командир 19 осб — підполковник Онищук Юрій Васильович

## Техніка і озброєння
Станом на 2003 рік, було передислоковано 348 одиниць техніки: броньованої та автомобільної.
- БТР-80 — 60 од. (35 од. в 51 ОМБ, 25 од. в 52 ОМБ)[6]
- БТР-80 (РХМ) — 6 од. (19 ОСБ)[джерело?]
- КШМ Р-145БМ — 6 од.[джерело?]
- БРДМ-2 — 26 од. (14 од. — в управлінні (штабна рота, взвод ВП), 6 од. — 51 ОМБ, 6 од. — 52 ОМБ)[джерело?]
- 320 одиниць автомобільної техніки різного призначення: Урал-4320, ГАЗ-66, ЗІЛ-131, УАЗ 31512.[7]
- 2 161 одиниць стрілецької зброї: АКС-74, АКС-74У, АКС-74Н2, РПК-74, ПМ, ПБ, АПС, СВД, ПКМ, РПГ-7В, АГС-17М [8]
- Іншу спеціальну техніку та контейнери з майном українського миротворчого контингенту.[джерело?]
- Також у військових цілях використовувались літаки Ан-225 «Мрія» і Ан-124 «Руслан».[джерело?]

## Втрати
| - Койдан Юрій - Суслов Сергій - Бондаренко Олексій - Андрощук Руслан - Михалев Костянтин - Злочевський Ярослав | - Гензерський Роман - Іванов Юрій - Тихонов Олег - Матижев Олег - Заграй Юрій - Андрущенко Сергій | - Бражевський Валерій - Кацарський Володимир - Сітніков Андрій - Петрик Віра - Сєдой Володимир - Середницький Роман |